# Salman Əlizadə
Salman Əlizadə (ur. 1 grudnia 1993) – azerski bokser, mistrz Europy, młodzieżowy mistrz świata.
Największym osiągnięciem zawodnika jest złoty medal młodzieżowych mistrzostw świata w 2010 roku w wadze minimuszej oraz mistrzostwo Europy amatorów w 2011 roku w wadze papierowej.